# Literatura en lingua franca nova
La literatura en lingua franca nova es la literatura escrita en ese idioma. Desde su creación, esta lengua tiene una literatura formada por textos originales y traducciones.

## Historia
El primer texto traducido a lingua franca nova es Colinas como elefantes blanca, de Ernest Hemingway; traducido por Daniel Alegrett en 1999. Es un ejemplo de lingua franca nova temprana:
La colinas tra la vale de la Ebro eseva longa e blanca. Esta parte no ave ombra e no arbores, e la stasion eseva entra du linias de ferovia su la sol. Prosima contra un lado de la stasion, aveva la ombra tepida de la construida e un cortina, fada de cordas de granos de bambu, pendente tra la porta abrida a en la beveria, per mantenir la moscas a estra. La american e la fia ce le acompaniava, sentava se a un tabla su la ombra, estra la construida. Eseva multe calda, e la tren rapida da Barselona venira en cuatrodes minutos. El parava se en esta stasion entra dudes minutos e partiva a Madrid.
Debemos esperar hasta 2008 para ver otros textos literarios en elefen. Esta vez, se trata de Bocragonia (el poema Jabberwocky de Lewis Carroll) y La cade de la Casa de Usor de Edgar Allan Poe, traducidos en 2008 por lfn:Simon Davies. Este elefenista también ha traducido otras obras como Alisia en la pais de mervelias, de Lewis Carroll; traducido en 2010 y publicada en 2012, siendo la primera publicación de un libro totalmente en lingua franca nova.
He aquí un extracto de Alisia en la pais de mervelias, un ejemplo de lingua franca nova casi en su versión final:
“A acel dirije,” la Gato dise, brandante se pedeta destra, “un Xapor abita: e a acel dirije,” brandante la otra pedeta, “un Lepre de Marto. Visita la un o la otra, como tu desira: ambos es fol.”
“Ma me no vole pasa entre persones fol,” Alisia comenta.
“O! tu no pote evita lo,” la Gato dise: “asi, tota de nos es fol. Me es fol. Tu es fol.”
“Como tu sabe ce me es fol?” Alisia dise.
“Sin duta tu es,” la Gato dise, “car si no, tu no ta veni asi.”
Simon Davies tradujo La prinse peti, de Antoine de Saint Exupéry; en 2009. El libro fue traducido por otra persona, pero tras corregir el texto de algunos capítulos, decidió realizar la traducción desde el principio, en especial tras descubrir que el texto había sido traducido a partir del inglés en vez del texto original francés.
Entre 2013 y 2014, Simon Davies también tradujo Tra la miror, e lo cual Alisia trova a ultra.
En 2014, C. G. Boeree tradujo La trajedia de re Lear, de William Shakespeare, siendo la primera obra teatral traducida a este idioma.
En 2018, Simon Davies tradujo Un studia en scarlata, de Arthur Conan Doyle.
El 29 de abril de 2019, Simon Davies tradujo el primer libro de la Eneida:
Me canta armas e la om ci, de la costas de Troia, escluida par fortuna, ia veni la prima a Italia e la bordas Lavinian, multe lansada sur la teras e la profonda par la fortia de la altas, su la coleria memoriosa de Juno savaje; multe ance en gera el ia sufri, asta fundi un site e introdui dios a Latio, de do es la popla Latina, la padres de Alba Longa, e la murones de Roma alta.
El 22 de junio de 2019, Vicente Costalago tradujo el Evanjelio de San Marco, basándose en la Bíblica vaticana en inglés y en español. Es el tercer texto bíblico traducido, tras la Epistola du de san Joan traducida por el mismo autor en 2018; y el Eclesiastés, traducido por Dave MacLeod en 2006.
El 10 de noviembre de 2019, Vicente Costalago terminó de traducir el primer capítulo de El Quijote y, el 22 de febrero de 2020, acabó de traducir el Evangelio según San Mateo, basándose en los textos en español e inglés de la Biblia vaticana.
El 30 de abril de 2022, Vicente Costalago publicó la Antolojia espaniol.

## Literatura original
La literatura original en lingua franca nova puede dividirse en dos grupos principales: poesía y narrativa. En poesía destaca el autor Guido Crufio, de quien se puede destacar Lingua franca nova (un poesia) y Druid la dragon y el poema Adio, escrito por Vicente Costalago como elegía tras la muerte de C. George Boeree, autor del idioma.
La primera novela original escrita en lingua franca nova es La xerca per Pahoa, publicada en mayo de 2020 por Vicente Costalago. De este autor son también los textos de la serie La Club de la Marcia.

## Literatura infantil

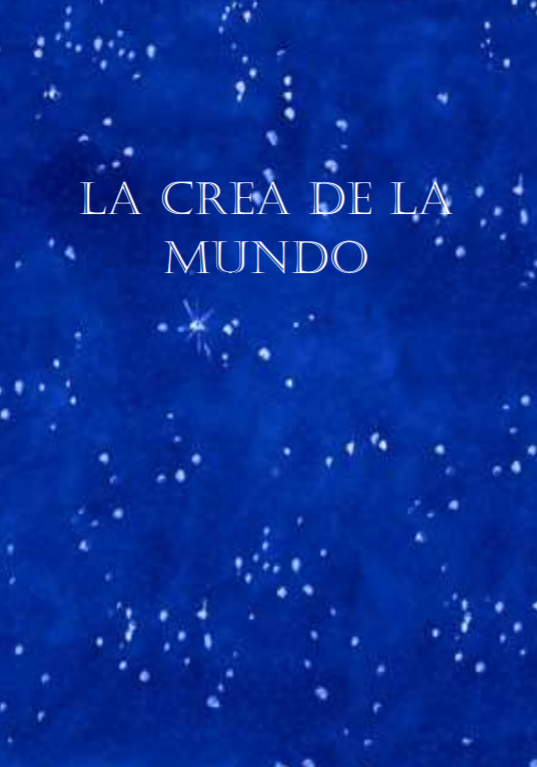
La crea de la mundo, un cuento infantil.

No hay muchos libros infantiles escritos en lingua franca nova, pero cabe destacar los siguientes:
- Encontra la familia!
- Blancaneva
- Fables de Esopo
- Frate Jaco (canta)
- Noveleta

En 2020, Vicente Costalago escribió algunos libros para niños, como es el caso de Naras per enfantes, una traducción de cuentos tradicionales, Nos conose la mundo, una presentación de España para niños, Ci es ci?, con biografías de personas famosas, y un libro sobre animales.